# 崑山科技大學

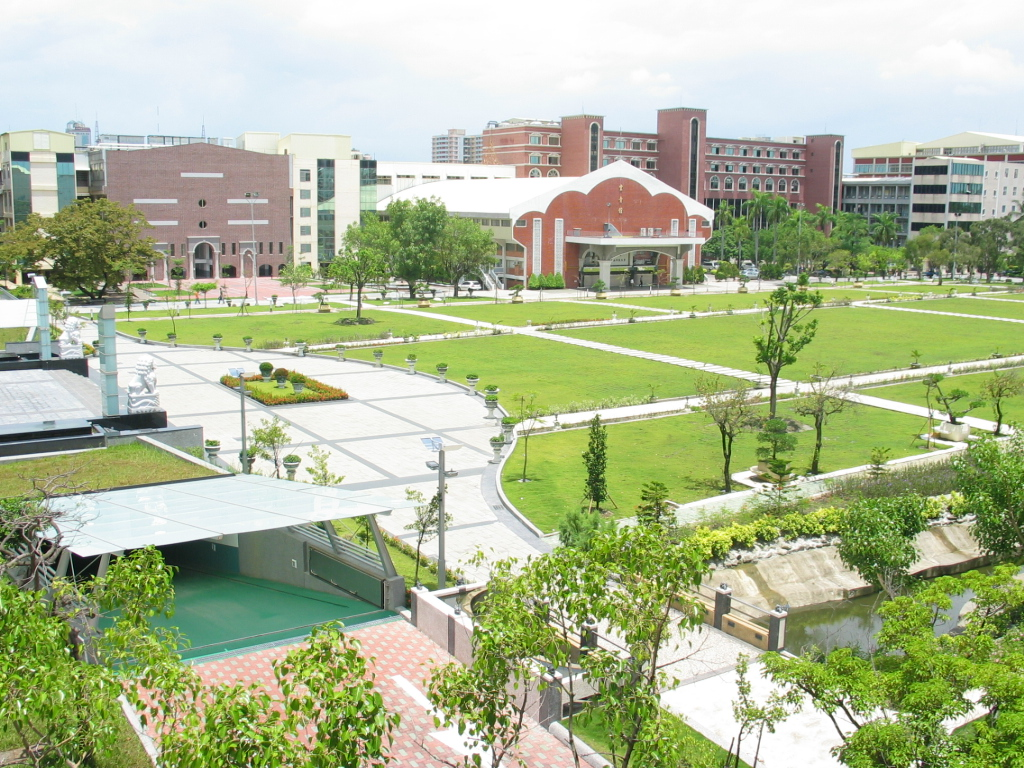
崑山科大校區大廣場西側

崑山科技大學（英語：Kun Shan University），全銜為財團法人崑山科技大學，簡稱崑山科大、崑科大。是位於臺灣臺南市永康區的科技大學，1964年崑山工業專科學校成立，2000年升格為科技大學。現有工程學院、商業管理學院、創意媒體學院、民生應用學院、國際學院共五個學院。

## 學校沿革

### 專科學校時期
1961年田炯錦與李正合、郭學禮、曹啟文、朱貫三、李世勳、魏佩蘭、王趁、吳源利、林占鰲、陳清曉等甘肅省移民一同創辦「崑山中學」，崑山取自1959年11月逝世的田崑山之名。
1964年10月再於現臺南市永康區大灣里（即古稱「鯽魚潭」故址）創立「崑山工業專科學校」。
1965年增設工業設計科、紡織工程科。
1966年增設五年制機械工程科、工業管理科。
1967年增設五年制電子工程科。
1968年增設五年制電機工程科。停招工業管理科。
1971年8月奉教育部核准設立二年制夜間部。
1973年工業設計科停招。
1983年2月董事會決議將崑山中學與崑山工專分開獨立校務。
1988年增設環境工程科、工業工程與管理科。
1991年8月改名「崑山工商專科學校」。增設國際貿易科、電子資料處理科。
1992年增設二年制與五年制會計科、財務金融科。
1993年紡織工程科改名纖維工程科。
1994年增設二年制與五年制應用外語科英文組。電子資料處理科改名資訊管理科。
1995年增設視覺傳達設計科。

### 技術學院時期
1996年8月奉教育部核定改制為技術學院，更名為「崑山技術學院」，並附設專科部；夜間部亦同時改制為「進修推廣部」。設電子工程技術系、國際貿易系、資訊管理技術系。
1997年電子工程科改制電機工程技術系、環境工程科改制環境工程系、會計科改制會計技術系、財務金融科改制財務金融技術系。
1998年纖維工程系改名應用纖維造形系，並分設纖維造形組、纖維材料組之分組。增設不動產經營系、視覺傳達設計系、視訊傳播設計系、空間設計系、機械工程系。工業工程管理科改制工業工程與管理系。各系名去除技術二字。
1999年增設公共傳播系、幼兒保育系、不動產經營系。應用外語科停招日文組並改制為應用英語系。工業工程管理系改名產業經營管理系。

### 科技大學時期
2000年8月經教育部同意，改名「崑山科技大學」，並逐年停招五專及日二專。
2001年整合視覺傳達設計系、視訊傳播設計系、空間設計系成立設計學院。增設機械工程研究所、企業管理研究所、電機工程研究所。成立商業學院、管理學院。
2002年增設電子工程研究所。
2003年增設環境工程研究所、資訊管理研究所。
2004年應用纖維造形系改名為高分子材料系，並取消纖維造形組、纖維材料組之分組。公共傳播系改名公共關係暨廣告系。
2005年增設企業管理系、電腦與通訊系、資訊傳播系、資訊工程系。整合電腦與通訊系、資訊傳播系、資訊工程系及資訊管理系為資訊科技學院。原商業學院之公共關係暨廣告系改隸設計學院。設計學院改名創意媒體學院。商業學院與管理學院合併為商業管理學院。會計系改名會計資訊系。
2007年增設媒體藝術研究所、數位生活科技研究所、機械與能源工程研究所博士班。
2008年增設光電工程系及研究所。
2010年增設房地產開發與管理研究所、電腦與通訊研究所。
2011年高分子材料系改名為材料工程系。增設空間設計研究所、運動健康與休閒學士學位學程、旅遊文化發展學士學位學程、時尚模特兒事業學士學位學程、餐飲管理學士學位學程。同年九月，華語中心正式揭牌成立，第一任主任為中心創始人王幼華博士。
2012年人文科學學院改名為民生應用學院。增設學士後不動產估價學士學位學程、學士後汙水處理廠營運操作學士學位學程、學士後動畫學士學位學程。視覺傳達設計研究所增設策略行銷傳播組。
2013年增設環境設計研究所、學士後觀光餐飲創新學士學位學程。餐飲管理學士學位學程改名餐飲管理及廚藝學士學位學程；時尚模特兒事業學士學位學程改名時尚展演事業學士學位學程。不動產經營系與房地產開發與管理研究所系所合併為房地產開發與管理系暨研究所。停招應用英語系。獲選「發展典範科技大學計畫」8千萬元補助。
2014年民生應用二館正式落成啟用並特聘阿基師為講座教授。增設國際商務與金融研究所。
2015年旅遊文化發展學士學位學程改名為旅遊文化發展系。停招幼兒保育系日間部。創意媒體二館正式落成啟用。
2016年運動健康與休閒學士學位學程改名為休閒遊憩與運動管理系；餐飲管理及廚藝學士學位學程改名為餐飲管理及廚藝系；財務金融系改名為金融管理系。停招會計資訊系。
2017年幼兒保育系復招假日二專。
2018年調整學院系所架構：解散資訊科技學院，原下轄之資訊管理系改隸商業管理學院；資訊工程系、電腦與通訊系改隸工程學院；資訊傳播系改隸創意媒體學院。旅遊文化發展系改名旅遊文化系；資訊工程系數位生活科技碩士班改名資訊工程系碩士班。
2019年國際貿易系改名全球商務與行銷系，幼兒保育系假日二專期滿停招。
2020年增設電腦與遊戲發展科學學士學位學程。電腦與通訊系改名智慧機器人工程系。電機工程系增設自動化電控組。機械工程系增設智慧製造組、機電綠能組、精密機械設計組。機械工程系汽車組改名機械工程系智慧車輛組。環境工程系增設綠色科技與管理組、資訊工程系增設人工智慧應用組、資訊管理系增設智慧商務組。視覺傳達設計系增設平面媒體設計組、產業創新設計組。
2021年增設樂齡生活產業管理學士學位學程四技日間部、四技進修部；停招企業管理科、房地產開發與管理科二專進修部、全球商務與行銷系（四技日間部、四技進修部、碩士班）、資訊傳播系四技進修部、材料工程系四技進修部、資訊工程系碩士在職專班、電子工程系碩士在職專班。
2022年幼兒保育系四技日間部復招。視覺傳達設計系-插畫專班在黃志偉教授(當時擔任系主任)與焦聖偉教授的帶領下，宣布光榮停招。
2023年幼兒保育系依教育部函，自113學年度起增設進修部假日二技學制。

### 歷任領導

#### 歷任董事長
| 屆次  | 董事長 | 任期時間          |
| ----- | ------ | ----------------- |
| 1     | 田炯錦 | 1965年9月18日－？ |
| ？-11 | 李世勳 | ？－2002年        |
| 11-16 | 李士崇 | 2002年－2018年    |
| 16-17 | 曾韋龍 | 2018年－現任      |

#### 歷任校長
| 任次 | 校長   | 任期時間                  | 備註                                           |
| ---- | ------ | ------------------------- | ---------------------------------------------- |
| 1    | 何緒纘 | 1965年－ ？               |                                                |
| 2    | 李正合 | 1968年－1997年1月         |                                                |
| 3    | 周文賢 | 1997年2月－2000年2月      |                                                |
| 4    | 林文欽 | 2000年2月－？             |                                                |
| 5    | 陳倬民 | 2000年10月－2003年7月31日 |                                                |
| 6    | 楊明興 | 2003年8月1日－2007年7月   |                                                |
| 7    | 蘇炎坤 | 2007年8月－2018年7月31日  | 後轉調國立成功大學智慧半導體及永續製造學院院長 |
| 8    | 李天祥 | 2018年8月1日－現任        | 創辦人李正合之子                               |

## 組織

### 教學單位
| 工程學院 | 智慧機器人工程系暨碩士班                                                                           | 先進應用材料工程系暨碩士班                        |
| 工程學院 | 電子工程系暨碩士班                                                                                 | 電機工程系暨碩士班 自動化電控組                   |
| 工程學院 | 機械工程系暨碩士班 機械與能源工程博士班 四技日間部 智慧製造組 機電綠能組 精密機械設計組 智慧車輛組 | 環境工程系暨碩士班 綠色科技與管理組（四技日間部） |
| 工程學院 | 資訊工程系暨碩士班 人工智慧應用組（四技日間部）                                                    | 電腦與遊戲發展科學學士學位學程                    |

| 商業管理學院 | 資訊管理系暨碩士班 智慧商務組（四技日間部） | 金融管理系         |
| 商業管理學院 | 房地產開發與管理系暨碩士班                  | 企業管理系暨碩士班 |
| 商業管理學院 | 微商營運學士學位學程                        |                    |

| 創意媒體學院 | 空間設計系暨環境設計碩士班                                                       | 公共關係暨廣告系               |
| 創意媒體學院 | 視覺傳達設計系暨碩士班 平面媒體設計組（四技日間部） 產業創新設計組（四技日間部） | 視訊傳播設計系暨媒體藝術碩士班 |
| 創意媒體學院 | 資訊傳播系                                                                       |                                |

| 民生應用學院 | 旅遊事業管理系       | 時尚展演事業系               |
| 民生應用學院 | 休閒遊憩與運動管理系 | 餐飲管理及廚藝系             |
| 民生應用學院 | 幼兒保育系           | 樂齡生活產業管理學士學位學程 |
| 民生應用學院 | 外語中心             |                              |

| 國際學院 | 國際機械工程學士學位學程、碩士學位學程 | 國際電機工程學士學位學程           |
| 國際學院 | 國際綠能材料學士學位學程               | 國際商務與金融行銷學士學位學程     |
| 國際學院 | 國際企業管理學士學位學程、碩士學位學程 | 國際媒體設計與品牌應用學士學位學程 |
| 國際學院 | 國際資訊科技與多媒體應用學士學位學程   | 華語中心                           |

### 其他單位
| 其他單位 | 奈米研發中心           | 保健科技中心                     |
| 其他單位 | 潔淨能源中心           | 微精密製造中心                   |
| 其他單位 | 智慧車輛研發中心       | 永續環境暨先進遙測中心           |
| 其他單位 | 科技管理研究中心       | 雲端大數據分析暨資通安全研發中心 |
| 其他單位 | 綠能科技研究中心       | 藝文產業創新育成中心             |
| 其他單位 | 藝術中心               | 創意影音中心                     |
| 其他單位 | 創新創業育成中心       | 資訊科技研究發展中心             |
| 其他單位 | 崑山科技大學附設幼稚園 | 樂齡大學                         |
| 其他單位 | 崑山實習旅行社         | 通識教育中心                     |

## 學校環境

### 校舍大樓
- A 行政中心、汙水處理廠、太陽能屋、藝術中心、警衛室、大廣場
- B 商業管理學院（商學一館－創新創業育成大樓、商學二館、商學三館、青蛙廣場、合苑學生宿舍）
- C 創意媒體學院（創媒一館、創媒二館）
- D 空間設計系（設計一館、設計三館、紅場）
- E 工程學院（工程一館、工程二館、工程三館）
- F 學生宿舍區（北苑、南苑、元苑、興苑、蓉苑、學生活動中心兼課外活動指導組、崑山附設幼兒園）
- G 體育館
- H 民生應用學院（民生一館、民生二館、崑山會議廳）
- I 原資訊科技學院（資訊一館、資訊二館、資訊三館、資訊四館、資訊五館、鯉魚廣場）
- L 圖書資訊館、崑山藝廊、電子計算機中心、國際會議中心
- P 第五、六停車場、涼亭
- S 籃球場、游泳池、田徑場、司令台、排球場、網球場

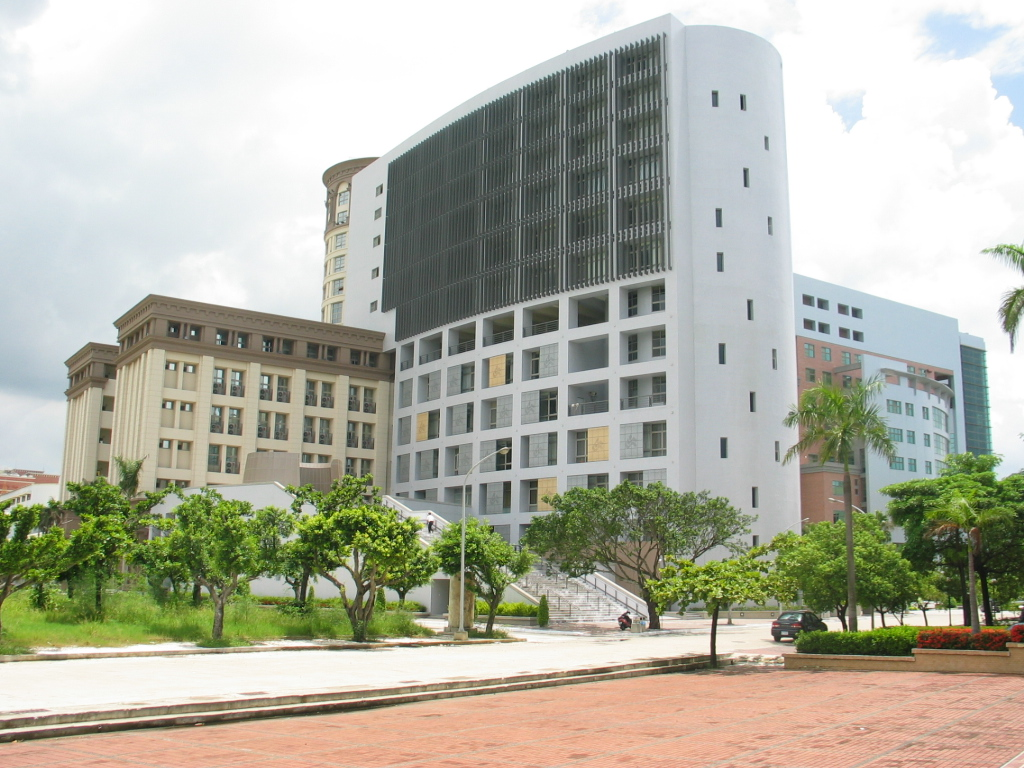
教學研究大樓後方

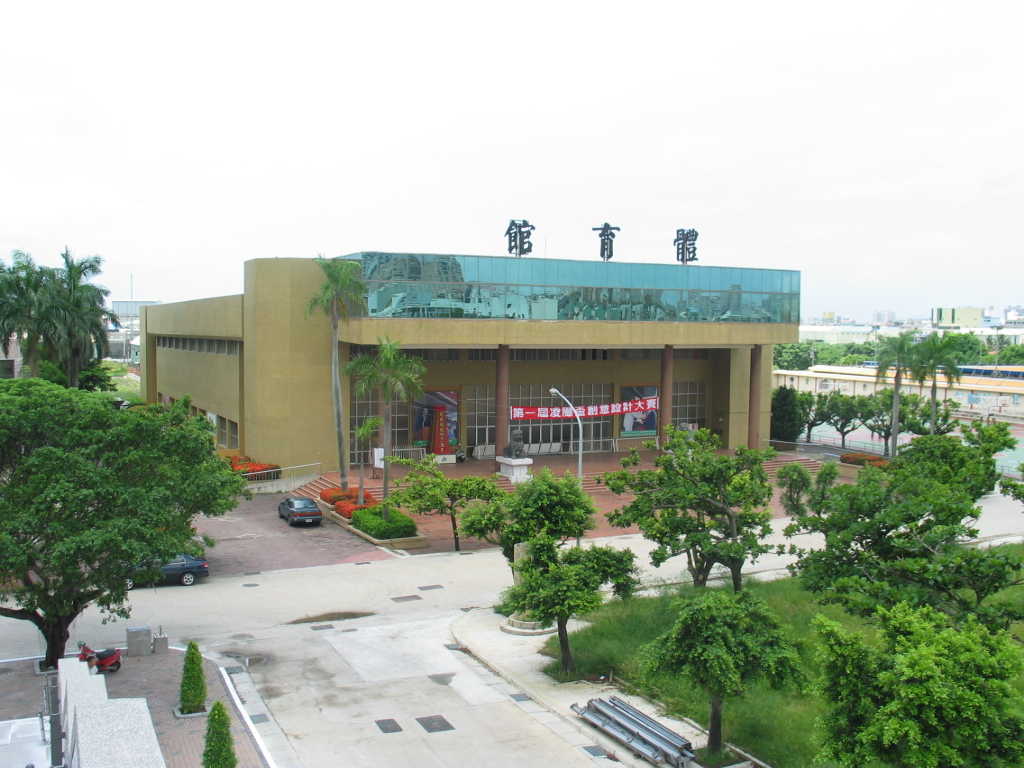
體育館

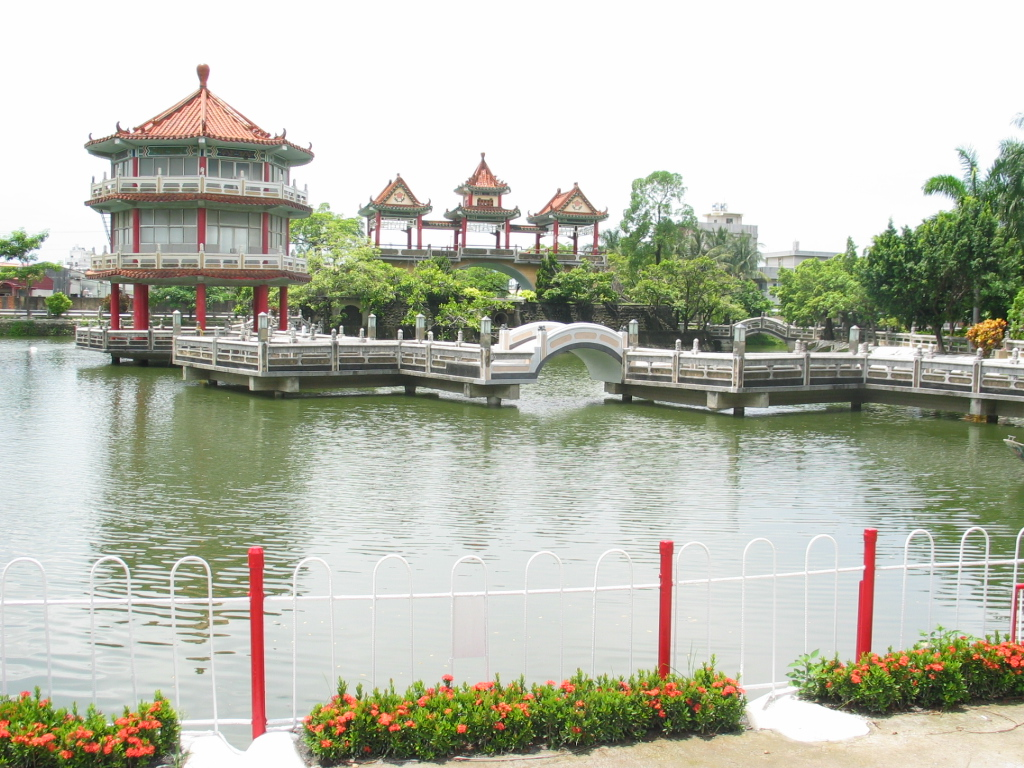
崑山湖

復文書城

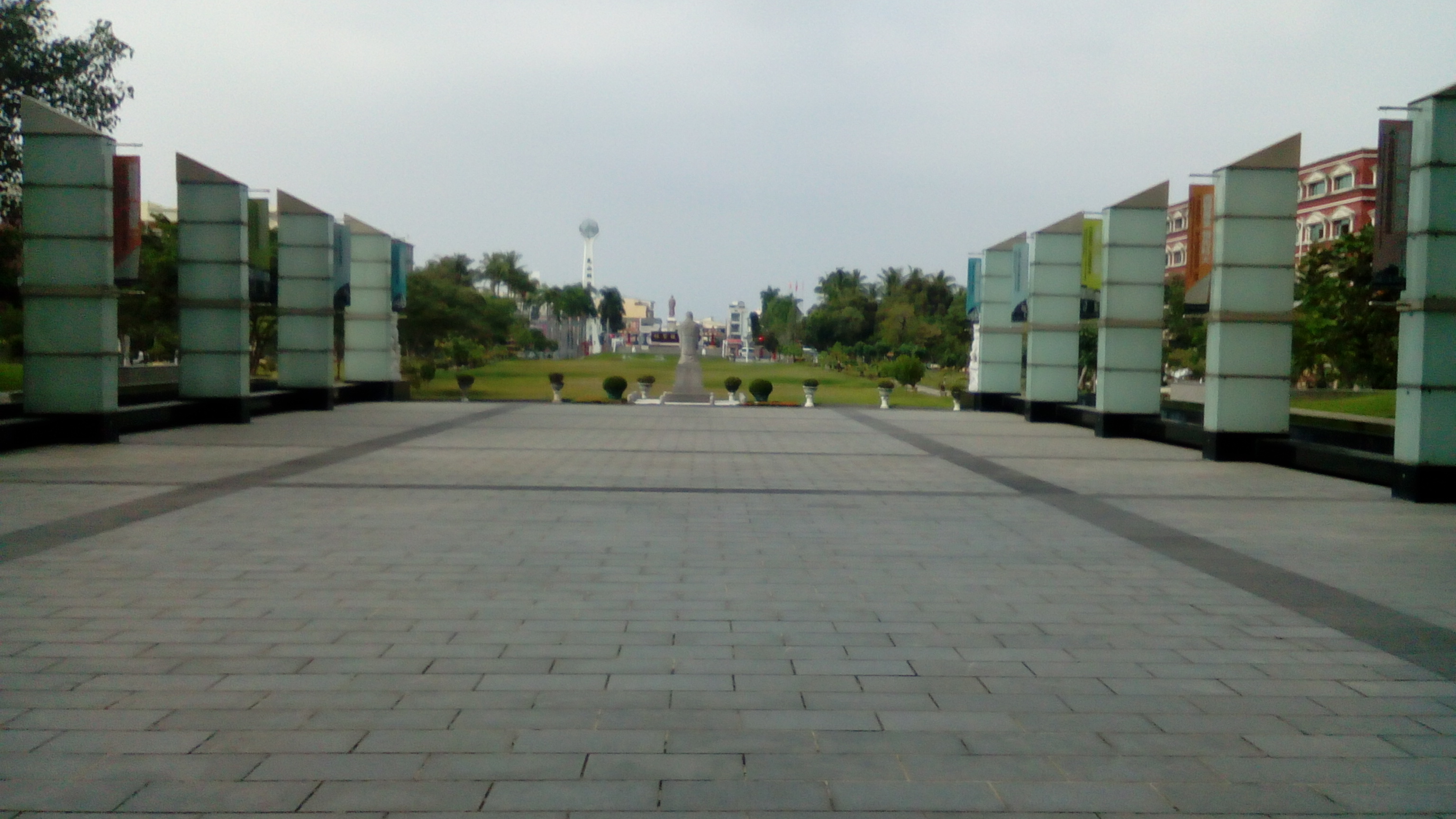
圖書館前廣場

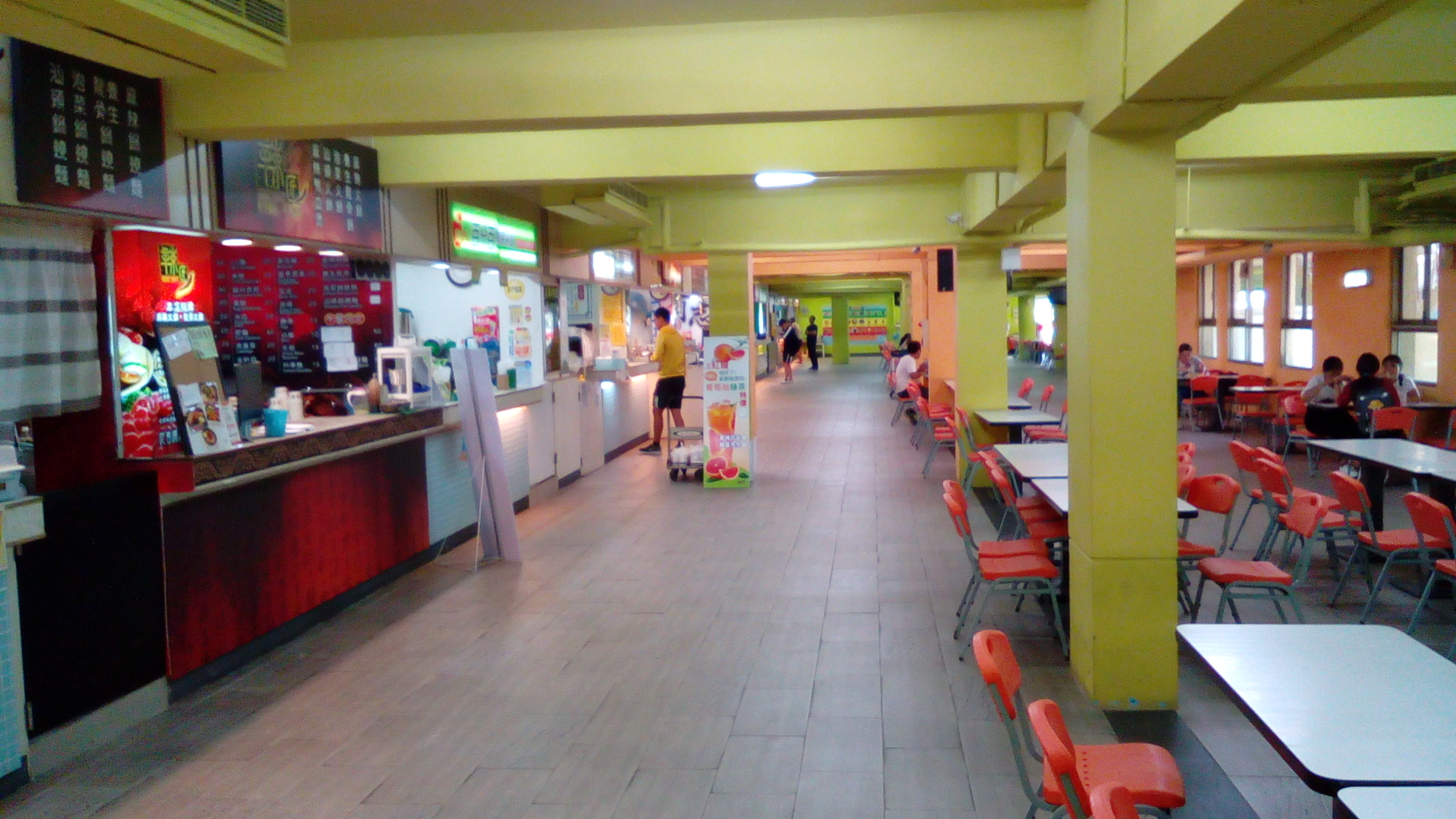
學生餐廳

崑山科大綠色隧道

崑山科大中庭俯視圖

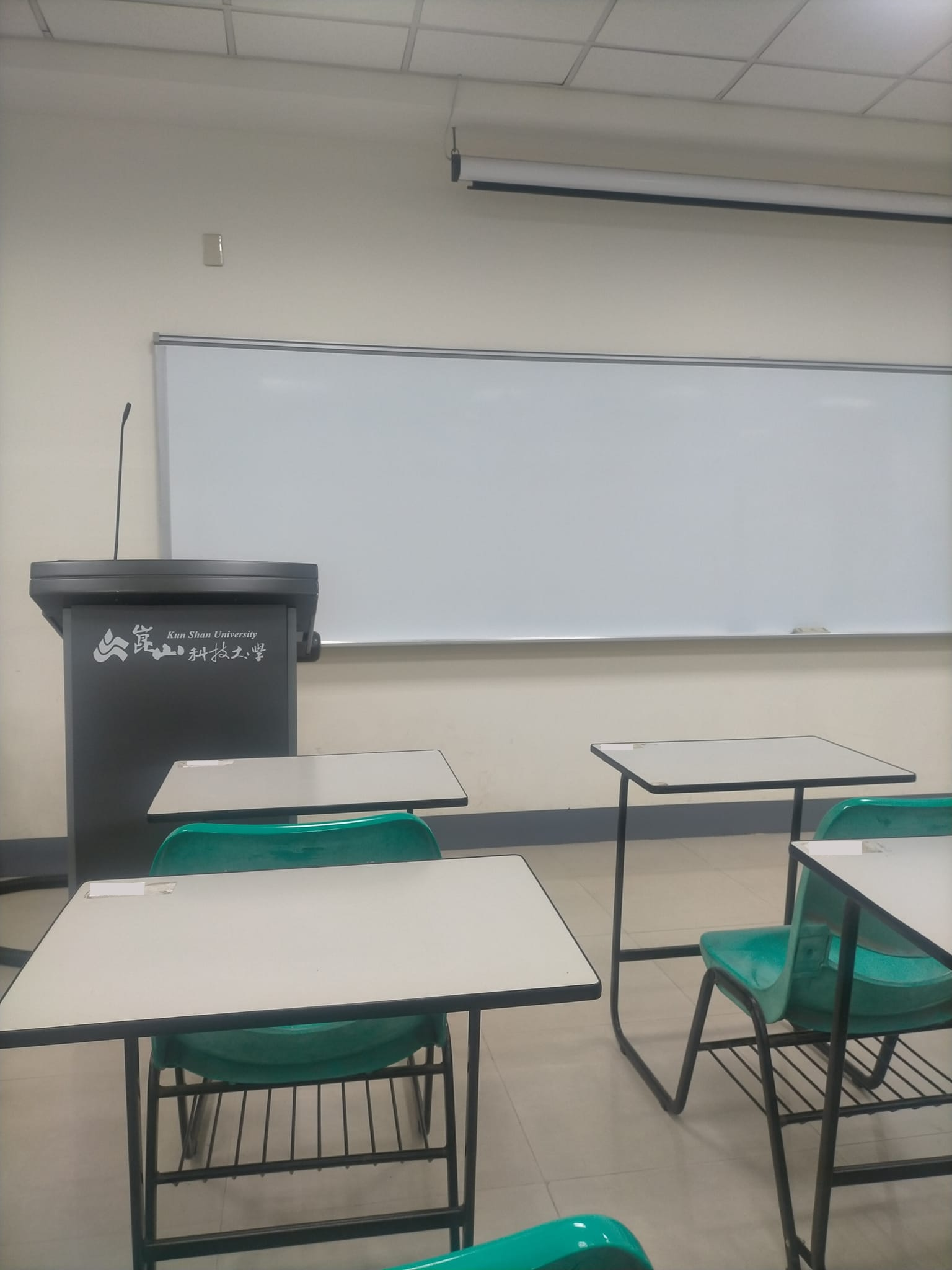
崑山科技大學教室

- T／R 教學／研究大樓
- W 水池
- Y 雲青館

|  |  |  |

|  |  |  |

## 姐妹校
目前與298所海外大學締結姐妹校。

## 學校特色
- 2001年
  - 視訊系創辦「螺絲起子國際學生短片創作影展」。[7]

- 2007年
  - 崑山科技大學圖書館資訊館運用全國第一套RFID自動還書分類系統，國內科技大學中面積最大的圖書館。

- 2008年
  - 1111人力銀行「企業愛用校系調查」獲得第五名。[8]
  - 崑山科技大學校內擁有古臺灣八景之一「崑山湖」。[9]

- 2009年 
  - 連緒三年獲得中國工程師學會「優秀工程學生獎」。[10]
  - 崑山科技大學通過98年度教育部：「學海築夢」獎助大學校院海外專業實習計畫。[11]
  - 與大韓民國漢城大學締結姐妹校後，進行第一次學術交流。[12]
- 2010年
  - 1111人力銀行「企業愛用校系調查」獲得第二名。[13]
- 2013年
  - 獲得「發展典範科技大學計畫」補助計畫。
- 2014年
  - 榮獲科技部創新創業激勵競賽(FITI) 前20強，成立先峰醫研股份有限公司，進駐南科育成中心。並獲得國發基金創業天使計畫600萬元、經濟部工業局專利商品化計畫85萬元與科技部國家型科技計畫91萬元補助。
  - 獲教育部103年度科技校院系所自我評鑑認定，教育部103年度科技校院校務評鑑認可通過及103年台灣評鑑協會專業系所認證全校專業系所皆認可通過。工程學院6個系(所)於96年度及103年度全系通過工程及科技教育認證(IEET)更推動申請所屬進修部之IEET認證；商管學院各系(所)亦於102年申請華文商管學院認證(ACCSB)，104年度全校各系完全通過認證與評鑑。104年教育部大專校院統合視導9項全數通過。
- 2015年
  - 榮獲教育部「陽光創新創業成功計畫」經費補助400萬元：建置校園創意教學基地。
  - 通過國家發展基金創業天使計畫、經濟部智財價值創造計畫及科技部智慧電子國家型科技計畫，以「先鋒醫研-具備快速篩檢與高靈敏度之臨床用癌症細胞診斷平台」，補助1,852萬元。
  - 旅遊文化系張婷婷老師獲教育部通過辦理磨課師課程推動計畫-A類新星計畫，課程名稱背包客日文，獲補助金額為60萬元，該課程獲得OCW優良課程徵選特優 。
  - 連續7年獲教育部學海計畫補助，在104年更獲得教育部補助「學海築夢」計畫，補助總金額201萬6,000元，104年遴選28名學生於暑假分別前往美國、加拿大、日本等3個國家實習。
  - 獲教育部「學海飛颺」計畫補助108萬元，遴選30名學生前往日本、韓國、奧地利、美國、英國等地著名學術機構修讀學分。
- 2016年
  - 105年金鐘獎：趙冠衡、嚴振欽分別榮獲最佳攝影獎、美術設計獎。
  - 與霹靂國際多媒體公司合作，製作全球首部3D偶動漫電影《奇人密碼》。入選105年教育部典範科技大學計畫成果展-主題影片案例：產學共培(全國典範科大僅5件入選)。
  - 全校有164位來自日本、韓國、馬來西亞、貝里斯等31個國家之外籍生(不含陸生及僑生61位)，106學年度全校在學外籍學生為236位。
  - 「TAIWAN-ATM」團隊，105年榮獲創新創業激勵競賽(FITI)最高榮譽「創業傑出獎」(前5強)，獲得獎金200萬元。並獲得「臺南科學園區-105年度綠能低碳產業聚落推動計畫」，開發兼具柔軟及高隔熱省能源的氣凝膠科技材料，計畫總經費200萬元。已於南科成立新創公司「台灣氣凝膠科技材料股份有限公司」，成為台灣第一家進行防火等級、高隔熱等級之氣凝膠科技材料研發及技術轉移企業。
  - 創業團隊榮獲105年科技部「創新創業激勵競賽」前5強之最高榮譽，獎金200萬元。
  - 創新創業育成中心與藝文產業創新育成中心，累計培育179家廠商，促成之投(增)資金額達新台幣4億1,712萬元。105年度，進駐團隊營業總額已超過新台幣3,000萬元。其中藝文產業創新育成中心，為全國科技大學唯一連續8年榮獲文化部「輔導藝文產業創新育成補助計畫」。
- 2017年
  - 本國人發明專利申請當中，大專院校以崑山科大27件最多，其次依序為成功大學、台灣大學、清華大學及中興大學。(2017-10-31經濟日報即時報導經濟部智慧財產局公布第3季智慧財產權趨勢)
  - 材料工程系獲教育部產業菁英訓練示範基地計畫：織物染整及印花類產線計畫補助4,500萬元。
  - 106年海外實習共89名學生，包含38人至新加坡、28人至日本實習，另有23人赴印尼、澳洲、越南、馬來西 亞等新南向國家進行暑期實習，藉由海外實習機會提升未來職場就業競爭力。
  - 教育部辦理106學年赴俄羅斯研習俄語文交換獎學金，共有21名學生獲得補助，本校是全國唯一科大有4名學生通過甄選。
  - 提升校園行動應用服務研發及內容設計人才培育：以「物聯網應用實務」、「智慧行動終端與物聯網App設計開發專題」，獲106年人才培育計畫經費補助，中南部私校補助案件第一。
  - 吳宏偉教授以優異的成就，榮獲第五屆國家產業創新獎－創新菁英獎 (青年組)，並在經濟部產業創新成果聯合頒獎典禮－創新之夜中，親自接受副總統陳建仁授獎。
  - 創新創業育成中心主任吳宏偉帶領跨校團隊「SETA先達科技」，參與第四屆廣州青年創新創業大賽，在「項目初創」組決賽的50組中脫穎而出，奪得優勝，獲得1萬元人民幣。
  - 研發團隊受邀參與「臺北國際發明暨技術交易展」，並在經濟部工業局展館展出，以「WIFI/4G信號增強透明天線貼布」獲亮點示範，是全國大專院校唯一受邀的學界團隊。
  - 教育部青年發展署主辦的青年志工績優團隊全國競賽，本校資工系「滑出新體驗資訊志工隊 （页面存档备份，存于）」、崇青社「社區Book思議閱讀偏鄉關懷志工隊 （页面存档备份，存于）」及公廣系「S Designer」 （页面存档备份，存于）榮獲績優團隊，獲獎團隊數為全國之冠。
  - 106年本校為中山科學研究院於南部第一所簽約的學校，為共同帶動臺灣先進製造技術發展、配合政府相關單位推展工業4.0智慧製造、機電整合、綠能及光電等相關議題與政策，本校與國家中山科學研究院簽訂策略聯盟意向書，雙方共同推動「人才培育及產學研究」計畫合作。
  - 資訊傳播系獲得Dr.Keeley Murphy授權，為亞洲唯一色彩管理教育訓練與國際考照中心。
  - 商管學院三系通過教育部學術倫理計畫全國商管排名第一 （页面存档备份，存于）。
  - 106年本國人發明專利申請當中，大專院校以崑山科大27件最多，其次依序為成功大學、台灣大學、清華大學及中興大學。(2017-10-31經濟日報即時報導經濟部智慧財產局公布第3季智慧財產權趨勢)。
  - 獲教育部「106年技專校院教學創新先導計畫 （页面存档备份，存于）」，獲得全國最高額1,370萬補助。

## 歷年日間部師生比及新生註冊率
- 112學年度日間部學生人數6105，專任老師人數259，日間部師生比23.57（學生數/老師數）。

- 112學年度新生註冊率66.12%。
- 113學年度新生註冊率73.00%。

教育部高教司長朱俊彰說：「資訊公開角度上，家長跟學生在選擇大學科系志願時，可參考註冊率，但還要綜合研究其他數據，公開平台上也有各校的教師數據、論文研究量能、輔系及雙主修數量、出國交流人次等，應從多方判斷教學品質，而非僅看註冊率。」